# جوكتشي تاكامين
جوكتشي تاكامين (3 نوفمبر 1854 - 22 يوليو 1922) هو كيميائي ياباني.

## تعليمه
ولد تاكامين في مدينة تاكاوكا في محافظة توياما، والده كان طبيب وأمه كانت من عائلة مخمره للساكي، قضى طفولته في مدينة كانازاوا العاصمة الحالية لإيشيكاوا الواقعة في وسط جزيرة هونشو، درس في أوساكا وكيوتو وطوكيو وتخرج من جامعة طوكيو في عام 1897 ثم سافر إلى اسكتلندا ودرس في جامعة غلاسكو وجامعة ستراثكلايد.